# Герои устали
«Герои устали» (фр. Les héros sont fatigués) — драма режиссёра Ива Сиампи, снятая по рассказу Кристианы Гарнье, и вышедшая в прокат 13 сентября 1955.

## Сюжет
Прошло несколько лет со времени окончания Второй мировой войны, и бывшие герои, оказавшись ненужными в мирное время, вынуждены браться за любую работу. Отставной летчик-истребитель Мишель Ривьер, нанявшийся пилотом транспортника, обнаруживает, что его наниматель занимается контрабандой необработанных африканских алмазов. Прихватив товара на 200 миллионов, Ривьер пускается в бега, и нелегально прибывает в недавно получившую независимость страну Чёрной Африки, в надежде сбыть камушки и вернуться с деньгами в Париж.
Скупщик, на которого рассчитывал Ривьер, оказывается выдворенным из страны новым правительством, и французу приходится остановиться в единственной городской гостинице, принадлежащей беглому коллаборационисту Франсуа Северену, законченному негодяю, антисемиту и расисту. Постояльцы гостиницы и завсегдатаи бара представляют собой таких же аутсайдеров, как Ривьер, выброшенных войной из Европы. Среди них бывший солдат Иностранного легиона Пепе, немец Херман, бежавший из оккупированного Восточного Берлина, парижанка Нина, вышедшая замуж за негра, и латиноамериканка Мануэла, любовница Северена, последовавшая за ним из освобожденного союзниками Парижа. Все они тщетно надеются вернуться в цивилизованный мир.
Мануэла сходится с Ривьером и пытается помочь ему сбыть товар, но хозяин алмазов посылает на розыски беглеца бывшего пилота Люфтваффе Вольфа Герке, после войны отказавшегося в качестве летного инструктора готовить новое поколение пушечного мяса, и в результате также застрявшего в Африке. Француз и немец, оба бывшие истребители, дравшиеся по разные стороны в небе над Кёльном, за бутылкой скотча во время рождественского карнавала договариваются вместе продать камни и открыть собственную транспортную авиакомпанию, но спившийся и деградировавший Северен, опасаясь потерять Мануэлу, крадет алмазы и пытается бежать из города. Ривьер, Герке и Мануэла бросаются за ним в погоню.

## В ролях
- Ив Монтан — Мишель Ривьер
- Мария Феликс — Мануэла
- Жан Серве — Франсуа Северен
- Курд Юргенс — Вольф Герке (Кубок Вольпи за лучшую мужскую роль на 16-м Венецианском кинофестивале)
- Жерар Ури — Вильтер
- Герт Фрёбе — Херман
- Маноло Монтес — Пепе
- Элизабет Мане — Нина

## Критика
Несколько шаблонный сюжет, находящийся под сильным влиянием голливудского нуара и вышедшего за два года до этого фильма Клузо «Плата за страх», где Ив Монтан играл похожую роль беглеца, ищущего средства для возвращения в Париж. Эффектная сцена на пляже между Ривьером и Мануэлой отсылает зрителя к знаменитым объятиям Берта Ланкастера и Деборы Карр на берегу другого океана в ленте «Отсюда в вечность». Обозреватель сайта Films de France Джеймс Треверс усматривает в фильме Сиампи сюжетные параллели с «Касабланкой» Майкла Кёртиса, но превосходная игра главных актёров и операторская работа Анри Алекана, снявшего яркую кульминацию картины на фоне безумного негритянского карнавала, придают фильму цельность и оригинальную художественную атмосферу.

## Комментарии
1. ↑  В частности, сцена, в которой Северен ставит граммофонную пластинку с записью популярного нацистского марша, что заставляет расслабленных жарой и алкоголем пилотов вновь почувствовать атмосферу войны, пародирует известный эпизод с исполнением Марсельезы в «Касабланке», в свою очередь позаимствованный американцами из «Великой иллюзии» Жана Ренуара